# Mannschaftskader der Top 12 2009/10
Die Liste der Mannschaftskader der Top 12 (Frauen) 2009/10 enthält alle Spielerinnen, die in der französischen Top 12 der Frauen 2009/10 (Schach) mindestens eine Partie gespielt haben mit ihren Einzelergebnissen.

## Allgemeines
Insgesamt wurden 60 Spielerinnen eingesetzt, wobei sieben Vereine immer die gleichen vier Spielerinnen einsetzten, während Évry als einziger Verein insgesamt acht Spielerinnen einsetzte. Am erfolgreichsten war Pauline Guichard (Évry) mit 6,5 Punkten aus 7 Partien, Salomé Neuhauser (Mulhouse) erreichte 6 Punkte, Peng Zhaoqin (Naujac) 5,5 Punkte. Von den Spielerinnen, die nur die Vorrunde spielten, waren Inna Janowskaja (Clichy) und Mathilde Congiu (Vandœuvre) mit je 4,5 Punkten aus 5 Partien am erfolgreichsten, 4 Punkte aus 5 Partien erreichte Adina-Maria Hamdouchi (Montpellier). Mit Anna Musytschuk, Alina-Laura Rasinaru, Emmanuelle Bramme (alle Évry) und Barbara Pilotelle (Stade Français J.E.E.N.) erreichten vier Spielerinnen 100 %, wobei Musytschuk, Rasinaru und Pilotelle je zwei Partien spielte, Bramme eine.

## Legende
Die nachstehenden Tabellen enthalten folgende Informationen:
- Nr.: Ranglistennummer
- Titel: FIDE-Titel zu Saisonbeginn (Eloliste vom Januar 2010); GM = Großmeister, IM = Internationaler Meister, FM = FIDE-Meister, WGM = Großmeister der Frauen, WIM = Internationaler Meister der Frauen, WFM = FIDE-Meister der Frauen, CM = Candidate Master, WCM = Candidate Master der Frauen
- Elo: Elo-Zahl zu Saisonbeginn (Eloliste vom Januar 2010); bei Spielerinnen ohne Elo-Zahl ist die nationale Wertung eingeklammert angegeben
- Nation: Nationalität gemäß Eloliste vom Januar 2010; ALG = Algerien, BUL = Bulgarien, FRA = Frankreich, LUX = Luxemburg, NED = Niederlande, ROU = Rumänien, SLO = Slowenien, UKR = Ukraine
- G: Anzahl Gewinnpartien
- R: Anzahl Remispartien
- V: Anzahl Verlustpartien
- Pkt.: Anzahl der erreichten Punkte
- Partien: Anzahl der gespielten Partien

## Évry Grand Roque
| Nr. | Titel | Name                 | Elo  | Nation | G | R | V | Pkt. | Partien |
| --- | ----- | -------------------- | ---- | ------ | - | - | - | ---- | ------- |
| 1   | IM    | Sophie Milliet       | 2404 | FRA    | 4 | 2 | 1 | 5    | 7       |
| 2   | WIM   | Pauline Guichard     | 2291 | FRA    | 6 | 1 | 0 | 6,5  | 7       |
| 3   | WIM   | Marina Roumegous     | 2207 | FRA    | 4 | 0 | 1 | 4    | 5       |
| 4   |       | Alina-Laura Rasinaru | 2019 | ROU    | 2 | 0 | 0 | 2    | 2       |
| 5   | WFM   | Natacha Benmesbah    | 2163 | FRA    | 1 | 1 | 0 | 1,5  | 2       |
| 6   |       | Nathalie Franc       | 2005 | FRA    | 1 | 1 | 0 | 1,5  | 2       |
| 7   |       | Emmanuelle Bramme    | 2037 | FRA    | 1 | 0 | 0 | 1    | 1       |
| 8   | IM    | Anna Musytschuk      | 2529 | SLO    | 2 | 0 | 0 | 2    | 2       |

## Club de L’Echiquier Naujacais
| Nr. | Titel | Name                     | Elo  | Nation | G | R | V | Pkt. | Partien |
| --- | ----- | ------------------------ | ---- | ------ | - | - | - | ---- | ------- |
| 1   | GM    | Peng Zhaoqin             | 2402 | NED    | 5 | 1 | 1 | 5,5  | 7       |
| 2   |       | Lara-Maria Armas         | 1997 | FRA    | 3 | 3 | 1 | 4,5  | 7       |
| 3   | WIM   | Friederike Wohlers-Armas | 2029 | FRA    | 4 | 2 | 1 | 5    | 7       |
| 4   |       | Lena Armas               | 1805 | FRA    | 5 | 0 | 2 | 5    | 7       |

## Club de Mulhouse Philidor
| Nr. | Titel | Name             | Elo  | Nation | G | R | V | Pkt. | Partien |
| --- | ----- | ---------------- | ---- | ------ | - | - | - | ---- | ------- |
| 1   | WIM   | Ljubka Genowa    | 2260 | BUL    | 4 | 1 | 2 | 4,5  | 7       |
| 2   | WFM   | Mathilde Choisy  | 2160 | FRA    | 2 | 3 | 2 | 3,5  | 7       |
| 3   |       | Emma Richard     | 2135 | FRA    | 3 | 1 | 3 | 3,5  | 7       |
| 4   |       | Salomé Neuhauser | 1988 | FRA    | 6 | 0 | 1 | 6    | 7       |

## Club de Clichy-Echecs-92
| Nr. | Titel | Name              | Elo    | Nation | G | R | V | Pkt. | Partien |
| --- | ----- | ----------------- | ------ | ------ | - | - | - | ---- | ------- |
| 1   | IM    | Inna Janowskaja   | 2457   | UKR    | 4 | 1 | 0 | 4,5  | 5       |
| 2   |       | Maha Eid          | 1966   | FRA    | 4 | 1 | 2 | 4,5  | 7       |
| 3   |       | Isabelle Bonvalot | 1923   | FRA    | 3 | 3 | 1 | 4,5  | 7       |
| 4   |       | Tiphaine Lalonde  | (1560) | FRA    | 0 | 1 | 0 | 0,5  | 1       |
| 5   |       | Linda Kambrath    | 1613   | FRA    | 2 | 1 | 3 | 2,5  | 6       |
| 6   | WFM   | Rizlene Banat     | 1638   | ALG    | 0 | 0 | 2 | 0    | 2       |

## Club de Vandœuvre-Echecs
| Nr. | Titel | Name               | Elo  | Nation | G | R | V | Pkt. | Partien |
| --- | ----- | ------------------ | ---- | ------ | - | - | - | ---- | ------- |
| 1   | WGM   | Anna Rudolf        | 2283 | HUN    | 2 | 3 | 0 | 3,5  | 5       |
| 2   | WFM   | Fiona Steil-Antoni | 2198 | LUX    | 0 | 2 | 3 | 1    | 5       |
| 3   | WIM   | Mathilde Congiu    | 2060 | FRA    | 4 | 1 | 0 | 4,5  | 5       |
| 4   |       | Rebecca Klipper    | 2010 | FRA    | 2 | 1 | 2 | 2,5  | 5       |

## Club de Bischwiller
| Nr. | Titel | Name            | Elo    | Nation | G | R | V | Pkt. | Partien |
| --- | ----- | --------------- | ------ | ------ | - | - | - | ---- | ------- |
| 1   |       | Sylvie Genzling | 1968   | FRA    | 2 | 2 | 1 | 3    | 5       |
| 2   |       | Julie Fischer   | 1714   | FRA    | 2 | 1 | 2 | 2,5  | 5       |
| 3   |       | Cecile Dol      | (1610) | FRA    | 2 | 1 | 2 | 2,5  | 5       |
| 4   |       | Claudia Fischer | (1510) | FRA    | 0 | 1 | 0 | 0,5  | 1       |
| 5   |       | Helene Bertrand | 1894   | FRA    | 1 | 2 | 1 | 2    | 4       |

## La Diagonale du Sud Montpellier
| Nr. | Titel | Name                  | Elo    | Nation | G | R | V | Pkt. | Partien |
| --- | ----- | --------------------- | ------ | ------ | - | - | - | ---- | ------- |
| 1   | WGM   | Adina-Maria Hamdouchi | 2295   | ROU    | 3 | 2 | 0 | 4    | 5       |
| 2   |       | Christiane Piquemal   | 2054   | FRA    | 2 | 2 | 1 | 3    | 5       |
| 3   | WFM   | Aurélie Dacalor       | 1989   | FRA    | 2 | 1 | 2 | 2,5  | 5       |
| 4   |       | Corinne Planchon      | (1860) | FRA    | 2 | 0 | 3 | 2    | 5       |

## Stade Français J.E.E.N.
| Nr. | Titel | Name                 | Elo    | Nation | G | R | V | Pkt. | Partien |
| --- | ----- | -------------------- | ------ | ------ | - | - | - | ---- | ------- |
| 1   |       | Stephanie Chauvin    | 1931   | FRA    | 0 | 1 | 4 | 0,5  | 5       |
| 2   |       | Aurelia Gatin        | 2004   | FRA    | 2 | 1 | 2 | 2,5  | 5       |
| 3   |       | Lola Moisset         | (1420) | FRA    | 0 | 0 | 1 | 0    | 1       |
| 4   |       | Lucie Bole           | (1350) | FRA    | 0 | 0 | 1 | 0    | 1       |
| 5   |       | Marie-Helene Salerno | (1860) | FRA    | 0 | 1 | 1 | 0,5  | 2       |
| 6   |       | Claire Blangez       | (1710) | FRA    | 2 | 1 | 1 | 2,5  | 4       |
| 7   |       | Barbara Pilotelle    | 1985   | FRA    | 2 | 0 | 0 | 2    | 2       |

## Cercle d’Echecs de Strasbourg
| Nr. | Titel | Name           | Elo  | Nation | G | R | V | Pkt. | Partien |
| --- | ----- | -------------- | ---- | ------ | - | - | - | ---- | ------- |
| 1   | WIM   | Malina Nicoara | 2173 | FRA    | 0 | 1 | 4 | 0,5  | 5       |
| 2   |       | Marion Muller  | 1896 | FRA    | 2 | 1 | 2 | 2,5  | 5       |
| 3   |       | Louise Roos    | 1883 | FRA    | 0 | 2 | 3 | 1    | 5       |
| 4   |       | Grace Gan      | 1643 | FRA    | 1 | 1 | 3 | 1,5  | 5       |

## Club de Reims Echec et Mat
| Nr. | Titel | Name               | Elo    | Nation | G | R | V | Pkt. | Partien |
| --- | ----- | ------------------ | ------ | ------ | - | - | - | ---- | ------- |
| 1   |       | Maya Todorova      | 2006   | FRA    | 1 | 2 | 2 | 2    | 5       |
| 2   |       | Victoria Brajon    | (1700) | FRA    | 0 | 0 | 5 | 0    | 5       |
| 3   |       | Pauline Espi       | (1399) | FRA    | 1 | 0 | 4 | 1    | 5       |
| 4   |       | Adelie Carbonneaux | (1240) | FRA    | 1 | 1 | 3 | 1,5  | 5       |

## C.E. de Bois-Colombes
| Nr. | Titel | Name            | Elo    | Nation | G | R | V | Pkt. | Partien |
| --- | ----- | --------------- | ------ | ------ | - | - | - | ---- | ------- |
| 1   |       | Fanny Gaudron   | 2034   | FRA    | 1 | 0 | 4 | 1    | 5       |
| 2   |       | Sophie Aflalo   | 2033   | FRA    | 1 | 2 | 2 | 2    | 5       |
| 3   |       | Karine Granjard | 1666   | FRA    | 0 | 1 | 2 | 0,5  | 3       |
| 4   |       | Natacha Pays    | (1490) | FRA    | 0 | 1 | 4 | 0,5  | 5       |
| 5   |       | Maurene Rondeau | (1430) | FRA    | 0 | 0 | 1 | 0    | 1       |
| 6   |       | Lauren Moreau   | (1430) | FRA    | 0 | 0 | 1 | 0    | 1       |

## Club de Marseille Duchamps
| Nr. | Titel | Name               | Elo    | Nation | G | R | V | Pkt. | Partien |
| --- | ----- | ------------------ | ------ | ------ | - | - | - | ---- | ------- |
| 1   |       | Laura Fernandez    | 2036   | FRA    | 1 | 1 | 3 | 1,5  | 5       |
| 2   |       | Audessa Aggoune    | (1660) | FRA    | 1 | 1 | 3 | 1,5  | 5       |
| 3   |       | Danie Andrianarivo | (1450) | FRA    | 0 | 0 | 5 | 0    | 5       |
| 4   |       | Andie Andrianarivo | (1230) | FRA    | 0 | 0 | 5 | 0    | 5       |